# Quận DuPage, Illinois
Quận DuPage là một quận nằm trong tiểu bang Illinois, Hoa Kỳ. Quận lỵ là thành phố của Wheaton. Quận này là một phần của vùng đô thị Chicago. Ước tính dân số của Cục điều tra dân số Mỹ cho năm 2008 là 930.528 người, 2 khiến cho đây là quận đông dân nhất thứ hai ở Illinois sau khi quận Cook, quận mà nó giáp ranh phía bắc và phía đông; hai quận chiếm một nửa dân số của tiểu bang. Quận này được chia thành chín thị trấn khác nhau: Addison, Bloomingdale, Downers Grove, Lisle, Milton, Naperville, Wayne, Winfield và York. Đa sô mã vùng của quận này là 630 và 331. Tuy nhiên, các khu vực của quận mà thuộc thành phố Chicago thì nằm trong mã vùng 773, chủ yếu là một phần của Sân bay quốc tế O'Hare.
Từ lâu được biết đến như một trong những quận giàu nhất nước Mỹ, quận DuPage đã chuyển đổi từ một nền kinh tế nông nghiệp làm chủ yếu sang nền kinh tế gồm nhiều loại hình thương mại khác nhau. Ngày nay, quận DuPage có một cá nhân thu nhập bình quân đầu người là cao nhất trong tiểu bang. Quận DuPage có thu có thu nhập bình quân đầu người cũng là cao nhất trong Trung Tây; mười chín của thị trấn của quận có thu nhập hộ gia đình trung bình trên 100.000 đô la Mỹ.

## Nhân khẩu
Đến năm 2000, Hoa Kỳ điều tra dân số, 2 đã có 904.161 người, 325.601 hộ gia đình và 234.432 gia đình sống trong quận hạt. Mật độ dân số là 2.710 người trên mỗi dặm Anh vuông (1.050 / km 2). Có 335.621 đơn vị nhà ở, ở với mật độ trung bình của 1.006 người trên mỗi dặm Anh vuông (388 / km2). Cơ cấu chủng tộc của dân cư sinh sống trong quận bao gồm 84,05% người da trắng, 3,05% da đen hay Mỹ gốc Phi, 0,17% người Mỹ bản xứ, 7,88% châu Á, Thái Bình Dương 0,02%, 3,12% từ các chủng tộc khác và 1,71% từ hai hoặc nhiều chủng tộc. 9,00% dân số là người Hispanic hay Latino thuộc một chủng tộc nào. 17,3% là người gốc Đức, Ailen 11,8%, 11,0% người Ý, Ba Lan 9,8% và 5,1% gốc tiếng Anh theo điều tra dân số. 79,3% nói tiếng Anh, tiếng Tây Ban Nha 7,7%, 1,5% người Ba Lan và 1,2% Tagalog là ngôn ngữ đầu tiên của họ.
Có 325.601 hộ gia đình, trong đó 37,00% có trẻ em dưới 18 tuổi sống chung với họ, 60,90% là đôi vợ chồng sống với nhau, 7,90% có một chủ hộ nữ không có chồng hiện tại và 28,00% là không lập gia đình. 22,90% hộ gia đình đã được tạo ra từ các cá nhân và 6,80% có người sống một mình 65 tuổi hoặc lớn hơn. Cỡ hộ trung bình là 2,73 và cỡ gia đình trung bình là 3,27.
Trong quận, dân số đã được trải ra với 26,70% dưới độ tuổi 18, 8,20% 18-24, 32,40% 25-44,% 22,80 45-64 và 9,80% từ 65 tuổi trở lên người. Độ tuổi trung bình là 35 năm. Cứ mỗi 100 nữ giới, có 97,20 nam giới. Đối với mỗi 100 nữ, 18 tuổi trở lên, đã có 94,20 nam giới.
Thu nhập trung bình cho một hộ gia đình trong quận đã đạt mức USD 77.441 và thu nhập trung bình cho một gia đình là USD 93.086. 2 Nam giới có thu nhập trung bình là USD 60.909 so với 41.346 USD của phái nữ. Thu nhập trung bình hoặc trung bình cho một gia đình ở quận Dupage là USD 121,009, theo điều tra dân số năm 2005. Thu nhập bình quân đầu người đạt mức 38.458 USD. Có 2,40% gia đình và 3,60% dân số sống dưới mức nghèo khổ, trong đó có 3,90% những người dưới 18 tuổi và 4,30% của những người 65 tuổi hoặc hơn